# 川原畑
川原畑（かわらはた）は、群馬県吾妻郡長野原町の大字。郵便番号は377-1301。面積は4.38 km2。

## 地理
八ッ場ダム建設により、元の集落はダム湖の八ッ場あがつま湖に水没するため、2011年から北側の高台に集落を移転した。なお、ダムおよびダム湖の「八ッ場」は、本地区東側の小字に由来する。
大字川原湯は八ッ場あがつま湖を挟んだ南側に位置し、八ッ場大橋で結ばれている。また、「関東の耶馬渓」の異名を持つ吾妻渓谷の西端にあたる。

### 河川
- 吾妻川

## 歴史
川原畑村は往古より吾妻郡に属し、三原庄に属していた。また、分村等のことはなかった。天平18年当時は沼田城真田信幸の領地と伝えられている。江戸時代は、はじめ沼田藩領、元和元年からは幕府領であった。1889年の町村制施行で近隣9か村と合併し、長野原町ができる。その後の1917年大字の名前が変更され現在の名前となる。
1986年に「八ッ場ダムの建設に関する基本計画」が策定された。この八ッ場ダム建設により旧川原畑地域はダム湖に沈むこととなったため、予定湖面より高い地点に移転を始めた。2011年には国道145号八ッ場バイパスが代替地で開通した。

### 年表
- 1889年 町村制施行により川原畑村など10町村が合併し、長野原町が誕生した。そのため吾妻郡長野原町大字川原畑村となった。
- 1917年 大字下の町村を削除したため、大字○○村は大字○○になったことで同字は吾妻郡長野原町大字川原畑となった。
- 2011年12月20日 同字を通る国道145号八ッ場バイパスが代替地で開通。これにより代替地への移転が始まる[5]。
- 2014年4月 川原畑地区地域振興施設として長野原町はクラインガルテンを建設する[6]。
- 2014年10月1日 八ッ場大橋が開通する。
- 2019年10月 八ッ場ダムの試験湛水開始により、旧地域周辺がダム湖（八ッ場あがつま湖）に水没。

### 地名の由来
吾妻川の水深が浅く、やや広いため川原となるところがある。そのため、この川原の畑地であると考えられている。

### 小字
代替地に移行しても小字が残っている。そのため、現在でも地名として残っているものがある。
代替地での小字
- 石畑[5]
- 二社平
- 三平
- 上ノ平

旧地域での小字
- 西宮
- 上ノ平
- 宇知山
- 祖登山

## 世帯数と人口
2017年（平成29年）8月31日現在の世帯数と人口は以下の通りである。
| 大字   | 世帯数 | 人口 |
| ------ | ------ | ---- |
| 川原畑 | 23世帯 | 58人 |

## 小・中学校の学区
町立小・中学校に通う場合、学区は以下の通りとなる。
| 番地 | 小学校               | 中学校                 |
| ---- | -------------------- | ---------------------- |
| 全域 | 長野原町立中央小学校 | 長野原町立長野原中学校 |

## 交通

### 鉄道
同字に鉄道駅はない。最寄駅はJR東日本吾妻線川原湯温泉駅である。

### バス
同字内に路線バスの停留所は存在しない。

### 道路

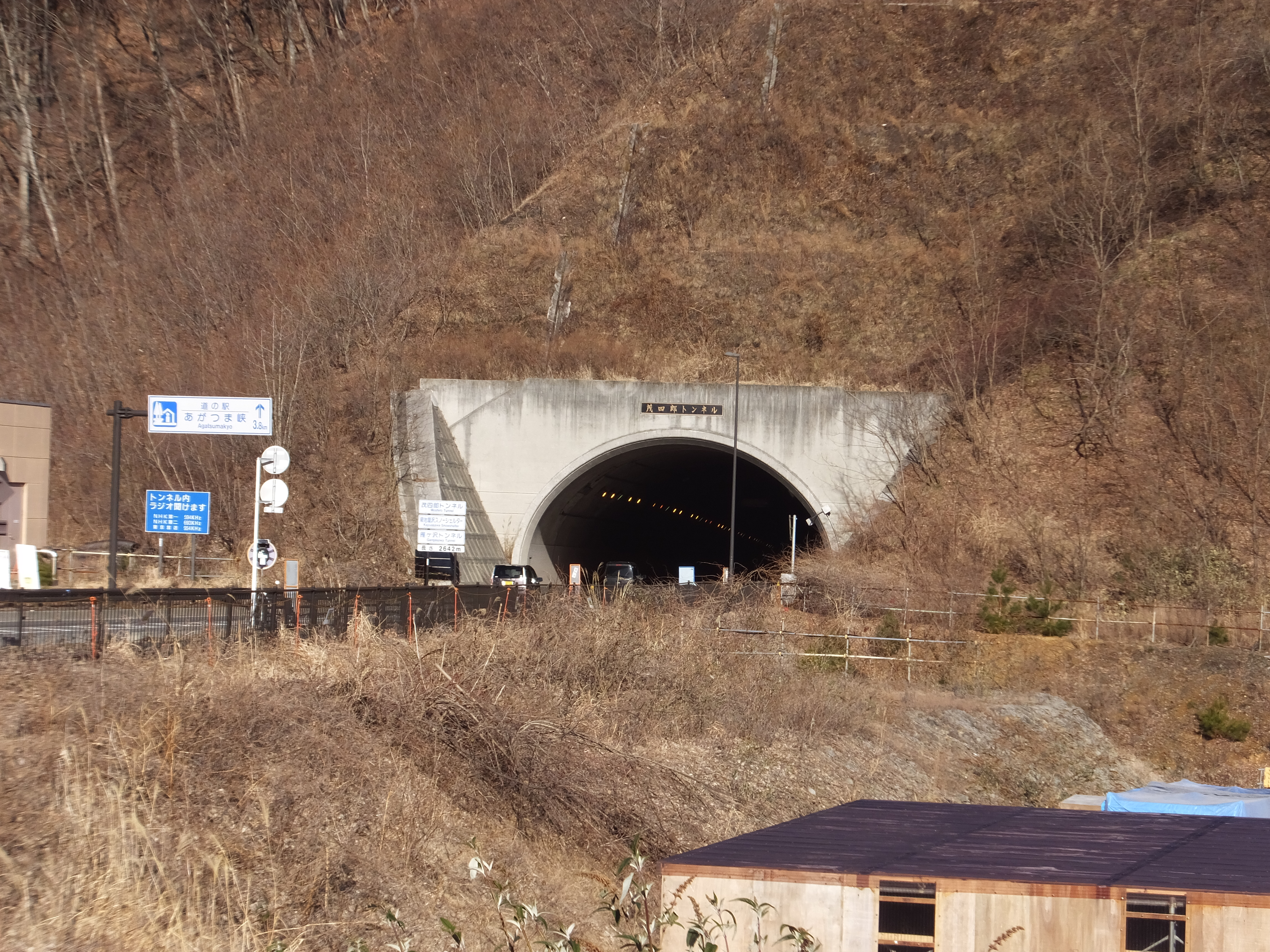
茂四郎トンネル

国道は国道145号八ッ場バイパスが通っている。県道は群馬県道377号川原畑大戸線が通っている。
国道145号八ッ場バイパスが開通するまでは旧同字に旧国道145号が通っていた。
橋
- 八ッ場大橋

トンネル
- 茂四郎トンネル（1760m）- 国道145号八ッ場バイパス[5]

## 施設
- 八ッ場ダム管理支所
- やんば見放台
- 川原畑諏訪神社
- クラインガルテンやんば

## 避難所
当町には長野原町から指定された避難所が1つある。
- 川原畑住民センター